# John LaFarge
John LaFarge, född 31 mars 1835, död 14 november 1910, var en amerikansk målare.
LaFarge var elev till Thomas Couture och William Morris Hunt. Han målade till en början landskap men övergick senare till figurkompositioner och stilleben. LaFarge är särskilt känd som freskomålare av rang, med målningar bland annat i Trinity church i Boston och Church of ascension i New York. Även en stor produktion av målade fönster och uppfinningen av opalglasmåleriet har gjort hans namn berömt.